# 샘 사이먼
샘 사이먼(Sam Simon, 1955년 5월 6일 ~ 2015년 3월 8일)은 미국의 텔레비전 제작자이다. 맷 그레이닝, 제임스 L. 브룩스와 함께 미국 코미디 애니메이션 시리즈 《심슨 가족》을 만들어 낸 가장 중요한 인물 중 한 명이며, 심슨에 등장하는 많은 캐릭터의 창작을 다룬 것으로도 알려져 있다. 포커 선수로도 할동한 적이 있다. 2011년부터 암으로 투병해오다 2015년 3월 8일 캘리포니아주 퍼시픽팰리세이즈의 자택에서 사망했다.

## 영화, TV 출연
- 택시 (시트콤)
- 치어스
- 심슨 가족
- 더티 맨
- 프렌즈
- 성질 죽이기 (드라마)